# Ukrainische Katholische Universität

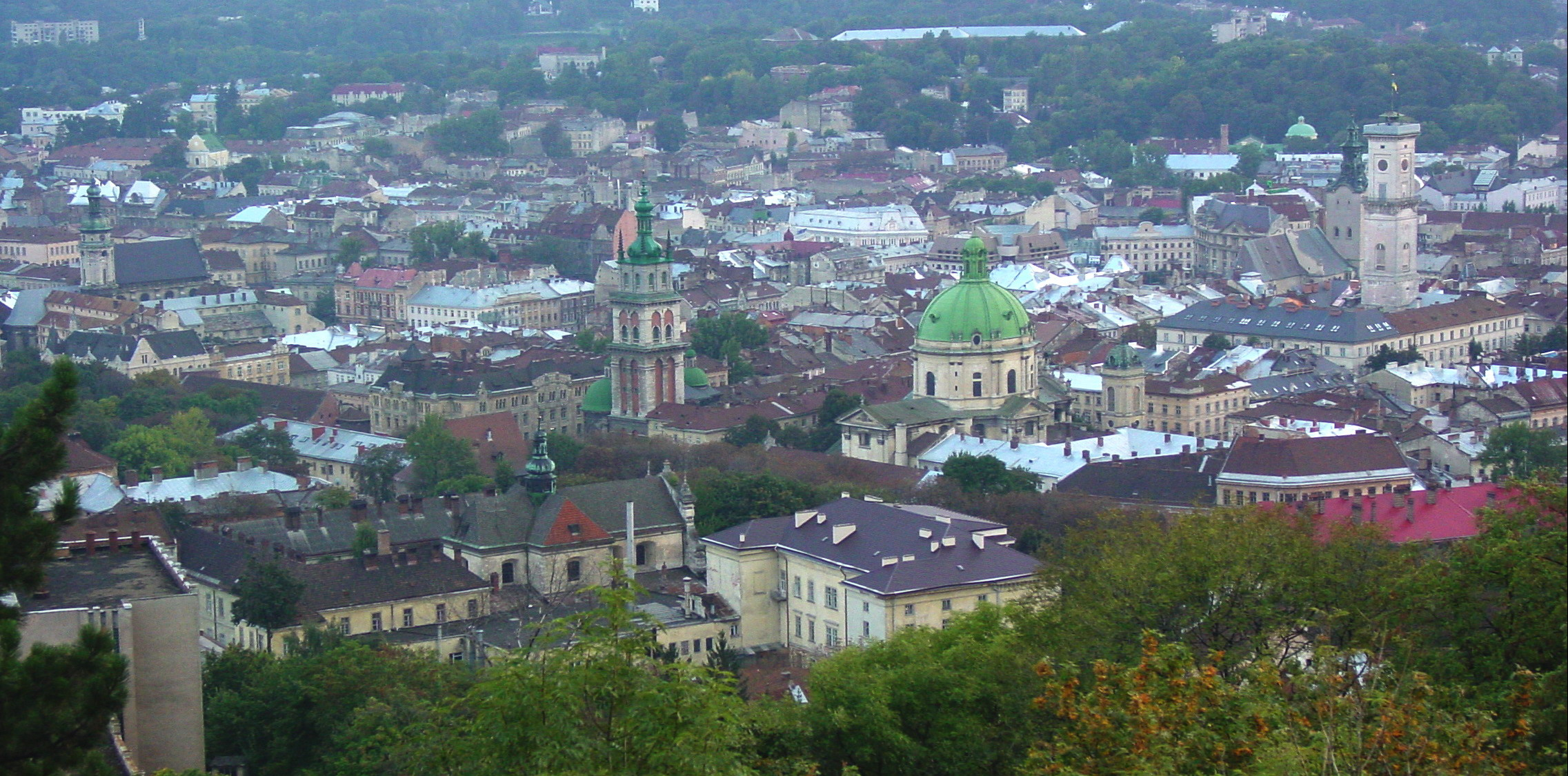
Panoramablick auf Lwiw

Die Ukrainische Katholische Universität (ukrainisch Український Католицький Університет (УКУ) Ukrajinskyj Katolyzkyj Uniwersytet (UKU); englisch Ukrainian Catholic University (UCU)) in Lwiw ist eine mit der Ukrainischen Griechisch-Katholischen Kirche verbundene Katholische Universität. Sie ist die erste auf dem Gebiet der ehemaligen Sowjetunion errichtete Katholische Universität und die erste von einer katholischen Ostkirche, im slawischen Raum, gegründete Universität.

## Geschichte
Die Ukrainische Katholische Universität entstand in der Nachfolge der Griechisch-Katholischen Akademie, die 1938 durch den Metropoliten Andrej Scheptyzkyj im damals zu Polen gehörenden Lemberg errichtet wurde.
Der Metropolit Jossyf Slipyj wurde der erste Rektor dieser Akademie. Nach ihrer Schließung im Jahre 1944 gründete man 1963, als Ersatz, die „Ukrainische Katholische Universität in Rom“, deren Leitung Jossyf Slipyj übernahm.
1994 eröffnete man in Rückgriff auf die Ursprünge dieser Einrichtung erneut eine „Lwiwer Theologische Akademie“, die 1998 von der Kongregation für das Katholische Bildungswesen die Anerkennung als Universität erhielt.

### Gründung
Die Grundsteinlegung der UCU erfolgte unter Beisein Papst Johannes Paul II. am 26. Juni 2001.
Am 29. Juni 2002 war die feierliche Eröffnung der Ukrainischen Katholischen Universität in Lwiw, an ihr nahmen hohe Kirchenvertreter der „Ukrainisch Griechisch-Katholischen Kirche“, Rektoren aus europäischen und amerikanischen Hochschulen und Universitäten sowie Regierungsvertreter teil.

### Lehr- und wissenschaftliche Ziele
Die Ukrainische Katholische Universität ist eine offene, nicht staatlich gebundene, akademische Einrichtung, die der ostchristlichen Tradition verbunden ist und diese lebt. Sie will mit hoher internationaler und professioneller Arbeit der Ukraine dienen und dieses zum Ruhme Gottes, das Allgemeinwohl fördern sowie für die Würde der menschlichen Person eintreten. (Auszug aus den Universitätsstatuten)
Hierbei vertritt sie die Prämisse, dass das Lernen nicht nur ein Prozess des Ansammelns von Wissen und Information ist; vielmehr  ist das Lernen bestimmt von geistigen und gesellschaftlichen Werten und schafft  ein sittliches Verhalten mit kritischem Verständnis; Lernen entwickelt den Sinn für persönlicher Verantwortung.

## Partnerschaften
Die ukrainische katholische Universität ist Mitglied in mehreren akademischen Verbänden, einschließlich des Internationalen Verbandes katholischer Universitäten, Verband der  Katholiken Universitäten in Europa und dem Verband der Hochschulen und Universitäten.
Ziel der Austauschprogramme mit anderen Universitäten ist die Gewinnung internationaler Freunde und Partner sowie der geistige Austausch mit verschiedenen Generationen von Studenten und Professoren.

## Fakultäten und Studienfächer
An der UCU sind  die Fakultät für Theologie und Philosophie und die Fakultät für Humanwissenschaften mit dem Schwerpunkt Humanismus eingerichtet. Diese beiden Fakultäten bieten als Studienfächer an: Theologie, Philosophie, Humanwissenschaften, Klassische Kunst und Englisch als Fremdsprache.

## Rektoren
- Mychajlo Dymyd, 1994 bis 2000 Rektor der „Lwiwer Theologische Akademie“
- Boris Gudziak, 2000 bis 2002 Rektor der „Lwiwer Theologischen Akademie“, 2000 bis 2012 Rektor der Ukrainischen Katholische Universität
- Bohdan Prach, Rektor seit 2013